# Brassomicra
× Brassomicra, (abreviado Brte) en el comercio, es un híbrido intergenérico entre los géneros de orquídeas Brassavola × Tetramicra. Fue publicado en Orchid Rev. 103(1201): 30 (1995 publ. 1994).